# Synthetic Natural Gas
Synthetic Natural Gas bzw. Substitute Natural Gas (SNG) ist ein Erdgassubstitut, das zum großen Teil aus Methan besteht und auf der Basis von Kohle, vor allem Braunkohle, oder Propan, aber heute mittlerweile auch Wasserstoff über Synthesegas hergestellt wird. Um SNG ins Gasnetz einspeisen zu können, muss es in seiner Zusammensetzung und seinen Eigenschaften möglichst den Vorgaben entsprechen.
Biogas aus NaWaRo-Biogasanlagen gehört nicht zu der Gruppe synthetischer Naturgase, weil es auf Basis eines natürlichen Prozesses entsteht.

## Geschichte
Verfahren zur Herstellung von SNG aus Kohle wurden bereits 1902 entwickelt und während der Ölkrise in den 1970er Jahren zur Industriereife gebracht. Diese Anstrengung entstammte der Angst, dass erreichbare Quellen für Erdgas nicht für eine dauerhafte Versorgung der Industrienationen ausreichen könnten. Erdgas stellte zu diesem Zeitpunkt den Hauptteil der Rohstoffversorgung für die Energieerzeugung und sollte durch günstig verfügbare Kohle ersetzt werden. 1984 startete ein erstes Werk mit einer Tagesproduktion von 3,9 Mio. m3 SNG in North Dakota (Great Plains Synfuels Plant) die Produktion auf der Basis von Braunkohle. In dieser Anlage wird heute in 14 parallelen Vergasern SNG mit einer thermischen Leistung von je 150 MW produziert und methanisiert. Die Gesamtproduktion beträgt etwa 15 TWh/a. Weitere Anlagen wurden aufgrund der hohen Investitionskosten und neuer Funde von Erdgasquellen nicht aufgebaut.
Vorwiegend in der Entwicklung und Erprobung befindet sich die Erzeugung von SNG aus der Holzvergasung.
Durch die drohende Erdgasmangel-Lage, verursacht durch Liefereinschränkungen im Kontext des Russisch-Ukrainischen Kriegs, wird der Ersatz von Erdgas durch Gasgemische aus Propan/Luft oder Propan/Butan/Luft auf breiter Basis implementiert. SNG/Luft-Mischsysteme können ein Gas mit fast ähnlichen Eigenschaften wie Erdgas erzeugen, das dann in das bestehende Werks-Erdgas-Netz eingespeist wird, so dass die vorhandene Ausrüstung nicht modifiziert werden muss.

## Technik
Synthetic Natural Gas auf der Basis von Braunkohle wird über eine Kohlevergasung und auf der Basis von Biomasse über eine Biomassevergasung zu Synthesegas produziert. In beiden Fällen wird das entstehende Synthesegas nach einer Reinigung von Partikeln, Kohlendioxidanteilen und Schwefel- und Chlorverbindungen einer anschließenden Methanisierung zugeführt. Es folgt im weitesten Sinne der Fischer-Tropsch-Synthese. Diese erfolgt exotherm und findet bei Temperaturen von 300 bis 450 °C und einem Druck zwischen einem und fünf bar in Anwesenheit eines geeigneten Katalysators statt. Dabei laufen die folgenden Reaktionen ab:
{\displaystyle \mathrm {CO+3H_{2}\leftrightharpoons CH_{4}+H_{2}O:\ \Delta H=-217\ kJ/mol} }
{\displaystyle \mathrm {CO+H_{2}O\leftrightharpoons CO_{2}+H_{2}:\ \Delta H=-40,9\ kJ/mol} }
Das Verhältnis zwischen Wasserstoff und Kohlenmonoxid kann bereits beim Eintritt in die Methanisierungsphase stark schwanken, wodurch die Gefahr der Kohlenstoffbildung über die Boudouard-Gleichgewicht besteht, dem durch erhöhte Wasserdampfgehalte entgegengesteuert werden kann. Das resultierende Gasgemisch enthält bis zu 50 % Kohlendioxid und muss für die Nutzung als SNG durch Abtrennung von Wasserstoff und Kohlendioxid weiter aufbereitet werden.
SNG auf Basis von Propan und/oder Butan wird üblicherweise durch Flüssiggas-Verdampfung und anschließende Gas-Mischung mit komprimierter Luft erzeugt. Dabei wird zunächst das Flüssiggas durch ein oder mehrere Warmwasser-Wärmetauscher oder elektrisch beheizte Verdampfer-Anlagen in die Gasphase überführt. Nach der Mitteldruckreglelung erzeugt die Gas-/Luft-Mischanlage in angepasster Leistung das nach Wobbe-Index oder Heizwert eingestellte SNG und regelt das Gasgemisch auf den Werksnetz-Druck. Das typisches Propan-Luft-System besteht aus LKW-Entladestation, Flüssiggas-Lageranlage, Gas-Verdampfer, Transferpumpe, Propan-Luft-Gasmischer, Luftkompressor und Systemsteuerung. Angepasste Redundanzen erhöhen die Ausfallsicherheit. Prinzip und technischer Aufbau der Gasmischanlage bestimmen
- die Qualität der Gasmischung (von ±0,2 Vol.% beim Einsatz von Regelventilen bis ±5,0 Vol.% Genauigkeit beim Einsatz eines Proportionalregelventils),
- die Geschwindigkeit der SNG-Verfügbarkeit (Regelventile < 5 Sekunden; Proportionalregelventil > 10 Minuten),
- die Sicherheit (Differenzdrucküberwachung, Überwachung durch SIL-Sauerstoff-Analyse, Wobbe-Indikator).

## Nutzung
Während Synthetic Natural Gas auf der Basis von Braunkohle in den USA bereits seit langer Zeit produziert und in das Erdgasnetz eingespeist wird, ist dies bei SNG aus Biomassevergasung bislang nicht der Fall. Hier existieren nur Demonstrationsanlagen wie bsp. in Güssing, wo das entstehende Synthesegas allerdings vor allem der direkten thermischen Nutzung zugeführt wird.
Aufbereitetes SNG muss ebenso wie aus Biogas gewonnenes Biomethan dem Erdgas weitestgehend entsprechen, um als Substitut genutzt werden zu können (siehe Biomethan#Nutzung). Das in North Dakota produzierte SNG hat folgende Zusammensetzung: 96,3 % Methan, 0,02 % Kohlenmonoxid, 1,38 % Wasserstoff, 1,1 % Stickstoff und Argon und 1,2 % Kohlendioxid.
Propan-Luft-Systeme werden derzeit überwiegend zur Vorsorge als Backup-Versorgung installiert. Bei Verfügbarkeit hat Erdgas in Preis und Verfügbarkeit Vorteile.

### Speicherung von Wind- und Sonnenenergie im Erdgasnetz
Im Jahr 2010 veröffentlichte das Fraunhofer-Institut für Windenergie und Energiesystemtechnik (IWES) die Idee, die unregelmäßig anfallende Wind- und Sonnenenergie im Erdgasnetz mit Hilfe von SNG zu speichern. Dazu wird Wasserstoff auf elektrolytischem Wege erzeugt, der dann „in Verbindung mit CO2 (z. B. aus der Stromerzeugung mit fossilen Brennstoffen oder aus der Aufbereitung von Biogas) in einer Methanisierungseinheit zu SNG konvertiert und im Erdgasnetz gespeichert wird.“
Im Jahr 2013 wurde eine Anlage mit sechs Megawatt Leistung in Betrieb genommen.
Umgangssprachlich wird auf diese Weise gewonnenes Gas als „Windgas“ oder „Solargas“ bezeichnet.